# خوسيه لويس ألفاريز (لاعب كرة قدم)
خوسيه لويس ألفاريز (بالإسبانية: José Luis Álvarez Núñez)‏ هو لاعب كرة قدم تشيلي في مركز الهجوم، ولد في 8 ديسمبر 1960 في لا سيرينا في تشيلي. لعب مع ديبورتيس ماجالانز.